# Dehdadi
Dehdadi ist ein Distrikt in der afghanischen Provinz Balch.
Der Distrikt ist nach der gleichnamigen Ortschaft Dehdadi benannt.
Der Distrikt Dehadadi mit rund 274,4 km² ist, abgesehen von der inoffiziellen Provinzhauptstadt Mazār-i Scharif, der flächenkleinste Distrikt der Provinz und einer der kleinsten Distrikte im afghanischen Norden überhaupt. Die Einwohnerzahl beträgt 78.940 (Stand: 2022).
Der Distrikt hat eine Nord-Süd-Ausdehnung von ca. 25 km; von Westen nach Osten misst er rund 13 km.

## Geographie
Der Distrikt Dehdadi, obschon von geringer Fläche, hat Anteil an drei Großlandschaften. Die nördliche Hälfte des Gebietes ist noch Teil der Baktrischen Ebene, einer 300 bis 400 Meter hoch liegenden Tiefebene. Südlich der Ortschaft Dehdadi schließt sich ein lößbedecktes, fruchtbares Gebirgsvorland an, das etwa ein Drittel des Distrikts ausmacht. Der südliche und südöstliche Teil des Distrikts gehört bereits zum Afghanischen Hochland. Der Distrikt reicht hier bis an einen Nebengipfel des 1752 m hohen Ali Kuh bis auf eine Höhe von 1530 Metern. Der tiefste Punkt des Distriktes liegt ganz im Norden, in der Baktrischen Ebene, auf 337 Metern Seehöhe.

## Militär
Südlich der Ortschaft Dehdadi liegt die Kaserne Camp Shaheen. Hier ist das 209. Korps der Afghanischen National-Armee stationiert. Innerhalb dieser Kaserne liegt das Camp Mike Spann, eine Kaserne der RS-Truppen (früher ISAF), benannt nach Mike Spann, einem CIA-Offizier, der bei einem Gefangenenaufstand getötet wurde.